# Ulica Antoniego Malczewskiego w Warszawie
Ulica Antoniego Malczewskiego – ulica w warszawskiej dzielnicy Mokotów.

## Położenie i charakterystyka
Ulica biegnie od skrzyżowania z ulicą Puławską do ulicy Fryderyka Joliot-Curie. Znajduje się na obszarze Miejskiego Systemu Informacji Wierzbno. Całkowita długość ulicy wynosi około 990 m. Jej patronem od 1926 roku jest poeta Antoni Malczewski.
Teren, na którym znajduje się ulica, wchodził w skład założonej na początku XIX w. przez Henryka Bonneta posiadłości Henryków, której zabudowania znajdowały się po obu stronach drogi. W latach 20. XX w. posiadłość rozparcelowano i w miejscu drogi przeprowadzono ulicę. Zaprojektowano ją w ten sposób, że oprócz szerokiej jezdni znalazło się miejsce także dla drzew, trawników i przedogródków. Do II wojny światowej prawie wszystkie działki przy ulicy zostały zabudowane, głównie willami.
W czasie powstania warszawskiego, od 4 do 26 sierpnia 1944 roku, w domu nr 15/17 mieściła się komenda pułku „Baszta” pod dowództwem Stanisława Kamińskiego (w 1996 roku na budynku odsłonięto tablicę pamiątkową). 2 września 1944 roku niemieckie samoloty zbombardowały dom nr 3/5, w którym zorganizowano punkt sanitarny. Zginęło około 150 osób, w tym kierownik punktu Piotr Słonimski i 40 rannych powstańców.
Część ulicy, na zachód od al. Niepodległości, weszła w skład wybudowanego w latach 1955–1970 osiedla mieszkaniowego Wierzbno zaprojektowanego przez Wacława Kłyszewskiego, Jerzego Mokrzyńskiego, Eugeniusza Wierzbickiego i Zofię Fafius. Zaplanowano tu m.in. pawilony handlowe. Fragment ten do 1961 roku nosił imię Jacka Malczewskiego. W 1957 roku przy skrzyżowaniu z al. Niepodległości został oddany do użytku gmach Polskiego Radia wzniesiony według projektu Bohdana Pniewskiego. W 1975 roku przy ulicy powstał pawilon gastronomiczny „Baltazar”, wyróżniony w konkursie Mister Warszawy 1973.
W 2012 roku do gminnej ewidencji zabytków m.st. Warszawy wpisane zostały budynki pod adresami: Malczewskiego 6, 17 (od 2020 siedziba Wydziału Konsularnego Ambasady Ukrainy), 19, 20 (dom dochodowy Stefanii Heinrichowej), 21, 23, 24, 25, 26, 28 (willa malarza Mieczysława Kotarbińskiego), 32 (budynek mieszczący w latach 1968–2017 Ambasadę Turcji), 35 i 42. Dom przy ul. Malczewskiego 20 znajduje się także w rejestrze zabytków (nr A−851 z dn. 23 maja 2006 roku).

## Galeria
| - Widok na część ulicy po zachodniej stronie alei Niepodległości. Po prawej i w głębi widoczne zabudowania osiedla Wierzbno - Nieistniejący już pawilon gastronomiczny „Baltazar”, wyróżniony w konkursie Mister Warszawy 1973 - Zabytkowy dom dochodowy Stefanii Heinrichowej (nr 20) - Budynek pod numerem 17, siedziba Wydziału Konsularnego Ambasady Ukrainy |